# Ctenogobiops
Ctenogobiops és un gènere de peixos de la família dels gòbids i de l'ordre dels perciformes.

## Taxonomia
- Ctenogobiops aurocingulus (Herre, 1935)[2]
- Ctenogobiops crocineus (Smith, 1959)
- Ctenogobiops feroculus (Lubbock & Polunin, 1977)[3]
- Ctenogobiops formosa (Randall, Shao & Chen, 2003)[4]
- Ctenogobiops maculosus (Fourmanoir, 1955)
- Ctenogobiops mitodes (Randall, Shao & Chen, 2007)[5]
- Ctenogobiops phaeostictus (Randall, Shao & Chen, 2007)[5]
- Ctenogobiops pomastictus (Lubbock & Polunin, 1977)[3]
- Ctenogobiops tangaroai (Lubbock & Polunin, 1977)[3][6][7][8][9][10][11]